# Рингацька сільська рада
Ринга́цька сільська́ ра́да — адміністративно-територіальна одиниця та орган місцевого самоврядування в Новоселицькому районі Чернівецької області. Адміністративний центр — село Рингач.

## Загальні відомості
- Населення ради: 1 536 осіб (станом на 2001 рік)

## Населені пункти
Сільській раді підпорядковані населені пункти:
- с. Рингач
- с. Шишківці

## Склад ради
Рада складається з 16 депутатів та голови.
- Голова ради: Андронюк Василь Ілліч
- Секретар ради: Харитон Людмила Леонідівна

### Керівний склад попередніх скликань
| Прізвище, ім'я, по батькові | Основні відомості                                                             | Дата обрання | Дата звільнення |
| --------------------------- | ----------------------------------------------------------------------------- | ------------ | --------------- |
| Андронюк Василь Ілліч       | Сільський голова, 1959 року народження, освіта середня загальна, безпартійний | 26.03.2006   | 31.10.2010      |
| Андронюк Василь Ілліч       | Сільський голова, 1959 року народження, освіта середня загальна, безпартійний | 31.10.2010   |                 |

Примітка: таблиця складена за даними сайту Верховної Ради України

### Депутати
За результатами місцевих виборів 2010 року депутатами ради стали:

#### За суб'єктами висування
| Суб'єкт висування | Кількість обраних депутатів | %    |
| ----------------- | --------------------------- | ---- |
| Самовисування     | 15                          | 93,8 |
| Народна партія    | 1                           | 6,3  |

#### За округами
| № округу       | Прізвище, ім'я, по батькові  | Дата визнання обраним | Освіта             | Партійна приналежність            | Відомості про обраного депутата                             |
| -------------- | ---------------------------- | --------------------- | ------------------ | --------------------------------- | ----------------------------------------------------------- |
| Народна Партія |                              |                       |                    |                                   |                                                             |
| 6              | Гороп'як Петро Онуфрійович   | 01.11.2010            | середня            | позапартійний                     | ЧОЗП м. Кіцмань, охоронець                                  |
| Самовисування  |                              |                       |                    |                                   |                                                             |
| 1              | Олентир Феофан Леонтійович   | 01.11.2010            | вища               | член Комуністичної партії України | тимчасово не працює                                         |
| 2              | Стоян Віктор Павлович        | 01.11.2010            | середня спеціальна | позапартійний                     | тимчасово не працює                                         |
| 3              | Довга Лариса Миколаївна      | 01.11.2010            | вища               | позапартійна                      | Рингацький навчально-виховний комплекс, вчитель             |
| 4              | Ротар Юрій Михайлович        | 01.11.2010            | середня            | позапартійний                     | тимчасово не працює                                         |
| 5              | Баран Валентина Павлівна     | 01.11.2010            | середня спеціальна | позапартійна                      | ДП «Рідна земля», ветеринарний лікар                        |
| 7              | Тощук Жанна Іванівна         | 01.11.2010            | вища               | позапартійна                      | Рингацький навчально-виховний комплекс, вчитель             |
| 8              | Банарюк Світлана Ілівна      | 01.11.2010            | середня            | позапартійна                      | тимчасово не працює                                         |
| 9              | Кушнір Віктор Дмитрович      | 01.11.2010            | середня            | позапартійний                     | тимчасово не працює                                         |
| 10             | Роспопов Руслан Миколайович  | 01.11.2010            | вища               | позапартійний                     | Новоселицька ЦРЛ, лікар-терапевт                            |
| 11             | Харитон Людмила Леонідівна   | 01.11.2010            | середня            | позапартійна                      | Рингацька сільська рада, секретар                           |
| 12             | Пантя Валентина Андріївна    | 01.11.2010            | вища               | позапартійна                      | Рингацький навчально-виховний комплекс, заступник директора |
| 13             | Юрій Олександр Вікторович    | 01.11.2010            | середня спеціальна | позапартійний                     | КУ «Клуб», завідувач                                        |
| 14             | Юрій Роман Борисович         | 01.11.2010            | середня спеціальна | позапартійний                     | тимчасово не працює                                         |
| 15             | Остафійчук Оксана Василівна  | 01.11.2010            | вища               | позапартійна                      | Рингацький навчально-виховний комплекс, директор            |
| 16             | Урсуляк Веніамін Миколайович | 01.11.2010            | середня спеціальна | позапартійний                     | Рингацький навчально-виховний комплекс, водій               |